# Regicidio

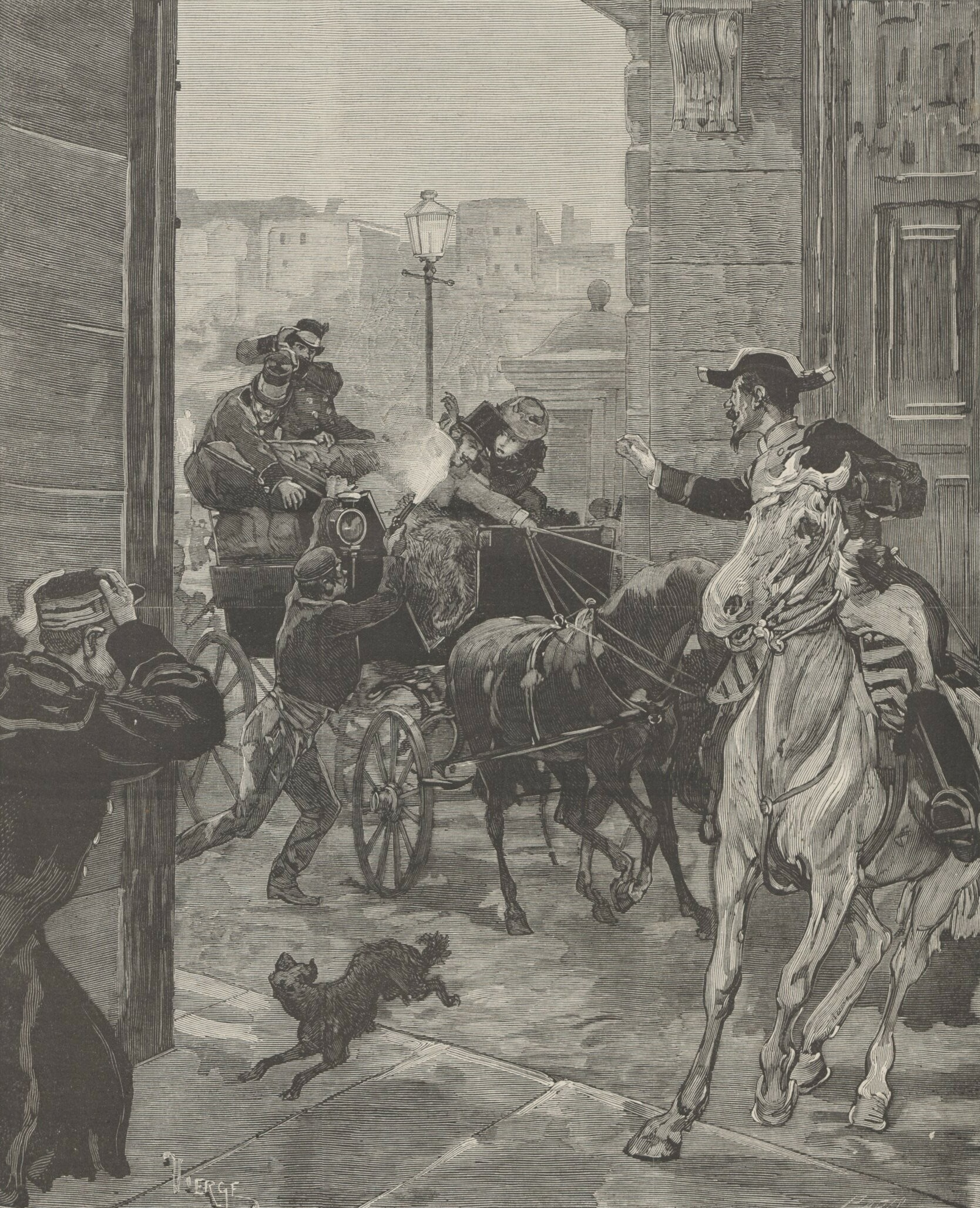
Grabado de Le Monde Illustré que reconstruye el atentado fallido perpetrado por Francisco Otero contra Alfonso XII de España y su esposa la reina María Cristina en Madrid, el 30 de diciembre de 1879.

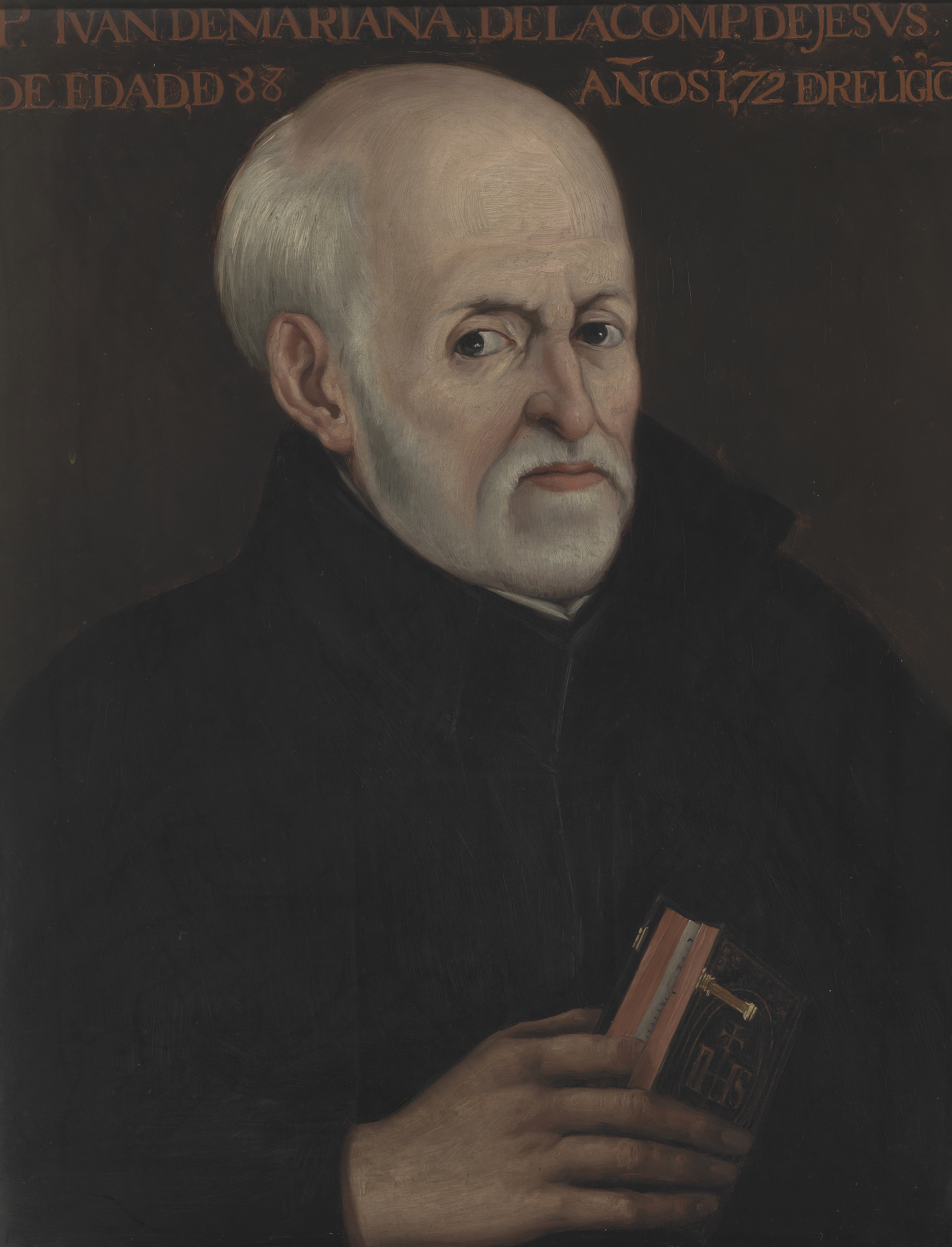
Retrato del jesuita español Juan de Mariana, autor de De rege et regis institutione (1599), obra en la que argumenta la legitimidad de una revolución o de la ejecución de un rey si actúa con tiranía.

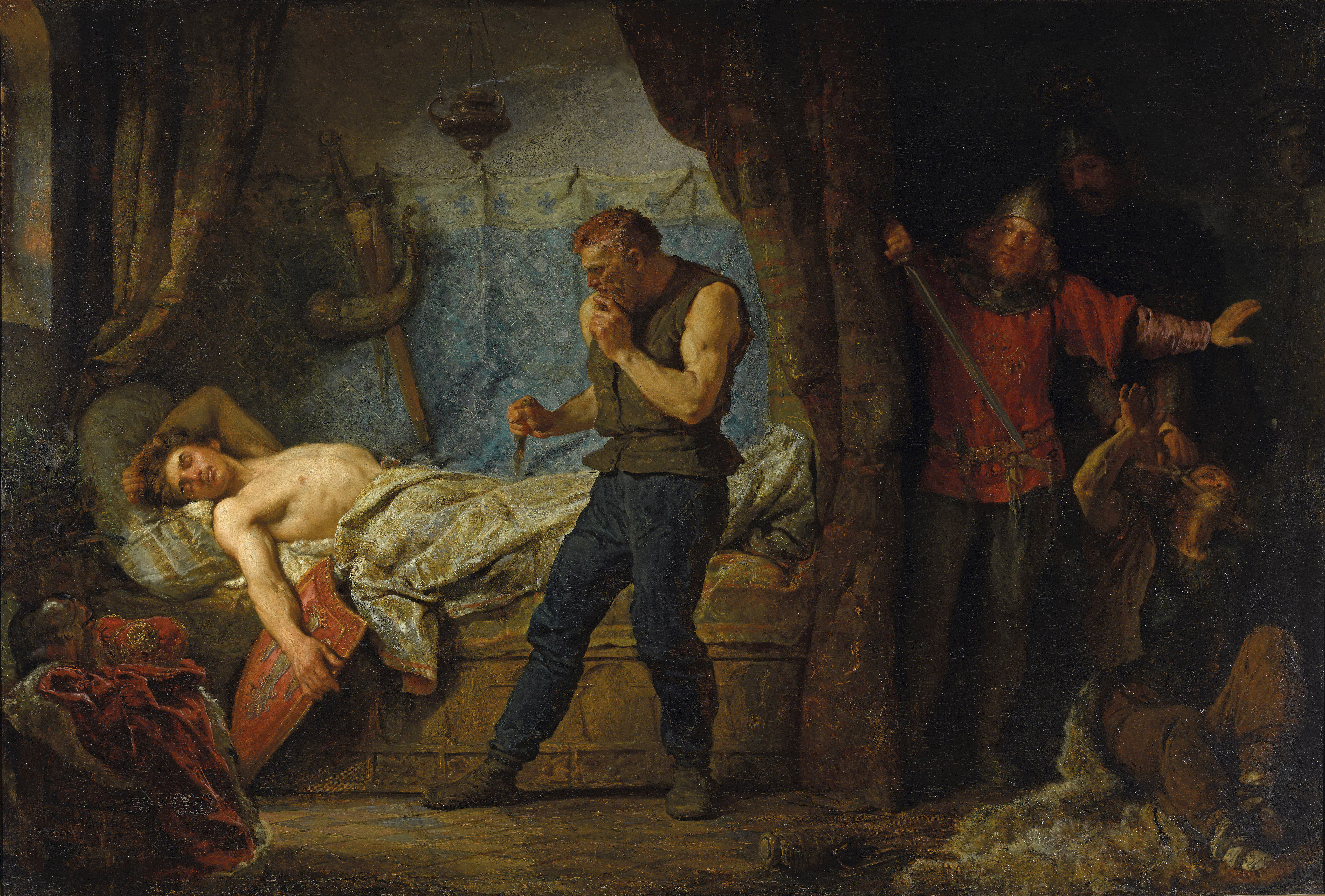
Regicidio de Przemysł II de Polonia.

Regicidio es el homicidio de un monarca, su consorte, un príncipe heredero o un regente.[cita requerida] Se puede encuadrar como un subtipo de magnicidio. El móvil de un regicidio suele estar asociado a motivos políticos y, en algunas legislaciones, puede incorporar penas más graves que el simple homicidio. Puede conllevar o no, según las circunstancias, el fin del régimen monárquico.